# Bernardo Faria
Bernardo Augusto Rocha de Faria (nascido em Juiz de Fora, Minas Gerais no dia 20 de janeiro de 1987) é um grappler de submissão e instrutor brasileiro. Ele é múltiplo campeão mundial de jiu-jitsu pela IBJJF, campeão europeu, campeão pan-americano e campeão brasileiro.
Em fevereiro e março de 2013, Faria foi classificado como o primeiro no Ranking Mundial da IBJJF em todas as divisões e foi eleito o melhor atleta de jiu-jitsu de 2015. Faria recebeu sua faixa preta do instrutor Ricardo Marques em 2008, e, em 2009, passou a treinar com a equipe Alliance Jiu Jitsu em São Paulo, sob orientação de Fábio Gurgel. Em junho de 2022, Faria foi incluído no Hall da Fama da IBJJF [en].
Bernardo Faria atualmente administra sua própria academia de jiu-jitsu em Bedford, Massachusetts. Ele é membro da equipe Alliance Jiu Jitsu e da Associação Marcelo Garcia.
Faria é cofundador da BJJ Fanatics, uma plataforma online que oferece conteúdo educacional para praticantes de jiu-jitsu.